# Bahnstrecke Épinac–Pouillenay
| Ehemaliges Bahnhofsgebäude Arnay-le-Duc, Blickrichtung Süd, 1919 |                      |                                                              |                                                         |
| Streckenprofil |                      |                                                              |                                                         |
| Streckennummer (SNCF): | 765 000              |                                                              |                                                         |
| Kursbuchstrecke (SNCF): | 75 (PLM) / (SNCF)    |                                                              |                                                         |
| Streckenlänge: | 70,3 km              |                                                              |                                                         |
| Spurweite: | 1435 mm (Normalspur) |                                                              |                                                         |
| Maximale Neigung: | 15 ‰                 |                                                              |                                                         |
| |                      |                                                              |                                                         |
| \| \| \| Bahnstrecke Étang–Santenay von Santenay \| \| \| \| \| Bahnstrecke Dijon–Épinac von Dijon \| \| \| \| 37,0 0,0 \| Épinac-les-Mines \| 343 m \| \| \| \| Bahnstrecke Étang–Santenay nach Étang \| \| \| \| \| Département Saône-et-Loire/Côte-d’Or \| \| \| \| 6,7 \| Thury \| Thury \| \| \| \| Tunnel de Thury (370 m) \| \| \| \| \| Tunnel de Vellerot (231 m) \| \| \| \| 10,7 \| Vellerot-Vievy \| Vellerot-Vievy \| \| \| 14,9 \| Maligny-Lacanche \| Maligny-Lacanche \| \| \| ~19,7 \| D 906 (ehem. N 6) \| D 906 (ehem. N 6) \| \| \| \| SFCO[2] von Beaune (1891–1936)[3] \| \| \| \| 19,9 \| Arnay-le-Duc \| Arnay-le-Duc \| \| \| \| SFCO nach Saulieu (1895–1933) \| \| \| \| ~20,0 \| Arroux \| Arroux \| \| \| 24,8 \| Musigny \| Musigny \| \| \| ~24,9 \| D 981 (ehem. N 494) \| D 981 (ehem. N 494) \| \| \| 28,9 \| Essey \| Essey \| \| \| 33,6 \| Thoisy-le-Désert \| Thoisy-le-Désert \| \| \| \| A 6 \| \| \| \| \| Canal de Bourgogne \| \| \| \| ~36,4 \| D 977bis (ehem. N 77bis) \| D 977bis (ehem. N 77bis) \| \| \| \| Tacot de Saulieu (Bau: 1914–1928; keine Inbetriebnahme) \| \| \| \| 36,8 \| Pouilly-en-Auxois \| Pouilly-en-Auxois \| \| \| 43,0 \| Gissey-Soussey \| Gissey-Soussey \| \| \| 46,7 \| Beurizot \| Beurizot \| \| \| 49,7 \| Saint-Thibault \| Saint-Thibault \| \| \| ~19,7 \| D 70 (ehem. N 70) \| D 70 (ehem. N 70) \| \| \| 56,0 \| Vitteaux \| Vitteaux \| \| \| \| Brenne \| \| \| \| ~19,7 \| D 905 (ehem. N 5) \| D 905 (ehem. N 5) \| \| \| 62,6 \| Villeferry-Arnay \| Villeferry-Arnay \| \| \| \| Bahnstrecke Maison-Dieu–Laumes-Alésia v. Maison-Dieu \| \| \| \| 70,3 277,8 \| Pouillenay \| 255 m \| \| \| \| \| \| \| \| \| Bahnstrecke Maison-Dieu–Laumes-Alésia nach Les Laumes-Alésia \| \| |                      |                                                              |                                                         |
| |                      | Bahnstrecke Étang–Santenay von Santenay                      |                                                         |
| Abzweig geradeaus und von rechts (Strecke außer Betrieb) |                      | Bahnstrecke Dijon–Épinac von Dijon                           | Bahnstrecke Dijon–Épinac von Dijon                      |
| Bahnhof (Strecke außer Betrieb) | 37,0 0,0             | Épinac-les-Mines                                             | 343 m                                                   |
| Abzweig geradeaus und nach links (Strecke außer Betrieb) |                      | Bahnstrecke Étang–Santenay nach Étang                        | Bahnstrecke Étang–Santenay nach Étang                   |
| Grenze (Strecke außer Betrieb) |                      | Département Saône-et-Loire/Côte-d’Or                         | Département Saône-et-Loire/Côte-d’Or                    |
| Bahnhof (Strecke außer Betrieb) | 6,7                  | Thury                                                        | Thury                                                   |
| Tunnel (Strecke außer Betrieb) |                      | Tunnel de Thury (370 m)                                      | Tunnel de Thury (370 m)                                 |
| Tunnel (Strecke außer Betrieb) |                      | Tunnel de Vellerot (231 m)                                   | Tunnel de Vellerot (231 m)                              |
| Haltepunkt / Haltestelle (Strecke außer Betrieb) | 10,7                 | Vellerot-Vievy                                               | Vellerot-Vievy                                          |
| Bahnhof (Strecke außer Betrieb) | 14,9                 | Maligny-Lacanche                                             | Maligny-Lacanche                                        |
| Bahnübergang (Strecke außer Betrieb) | ~19,7                | D 906 (ehem. N 6)                                            | D 906 (ehem. N 6)                                       |
| U-Bahn-Strecke von rechts (außer Betrieb) · Strecke |                      | SFCO von Beaune (1891–1936)                                  | SFCO von Beaune (1891–1936)                             |
| U-Bahn-Bahnhof · Bahnhof (Strecke außer Betrieb) | 19,9                 | Arnay-le-Duc                                                 | Arnay-le-Duc                                            |
| U-Bahn-Strecke nach links (außer Betrieb) · Kreuzung · U-Bahn-Strecke quer |                      | SFCO nach Saulieu (1895–1933)                                | SFCO nach Saulieu (1895–1933)                           |
| Brücke über Wasserlauf (Strecke außer Betrieb) | ~20,0                | Arroux                                                       | Arroux                                                  |
| Haltepunkt / Haltestelle (Strecke außer Betrieb) | 24,8                 | Musigny                                                      | Musigny                                                 |
| Bahnübergang (Strecke außer Betrieb) | ~24,9                | D 981 (ehem. N 494)                                          | D 981 (ehem. N 494)                                     |
| Bahnhof (Strecke außer Betrieb) | 28,9                 | Essey                                                        | Essey                                                   |
| Haltepunkt / Haltestelle (Strecke außer Betrieb) | 33,6                 | Thoisy-le-Désert                                             | Thoisy-le-Désert                                        |
| Strecke mit Straßenbrücke (Strecke außer Betrieb) |                      | A 6                                                          | A 6                                                     |
| Brücke über Wasserlauf (Strecke außer Betrieb) |                      | Canal de Bourgogne                                           | Canal de Bourgogne                                      |
| Bahnübergang (Strecke außer Betrieb) | ~36,4                | D 977bis (ehem. N 77bis)                                     | D 977bis (ehem. N 77bis)                                |
| Strecke · U-Bahn-Strecke von links (außer Betrieb) |                      | Tacot de Saulieu (Bau: 1914–1928; keine Inbetriebnahme)      | Tacot de Saulieu (Bau: 1914–1928; keine Inbetriebnahme) |
| Bahnhof (Strecke außer Betrieb) · U-Bahn-Kopfbahnhof Streckenende | 36,8                 | Pouilly-en-Auxois                                            | Pouilly-en-Auxois                                       |
| Haltepunkt / Haltestelle (Strecke außer Betrieb) | 43,0                 | Gissey-Soussey                                               | Gissey-Soussey                                          |
| Haltepunkt / Haltestelle (Strecke außer Betrieb) | 46,7                 | Beurizot                                                     | Beurizot                                                |
| Bahnhof (Strecke außer Betrieb) | 49,7                 | Saint-Thibault                                               | Saint-Thibault                                          |
| Bahnübergang (Strecke außer Betrieb) | ~19,7                | D 70 (ehem. N 70)                                            | D 70 (ehem. N 70)                                       |
| Bahnhof (Strecke außer Betrieb) | 56,0                 | Vitteaux                                                     | Vitteaux                                                |
| Brücke über Wasserlauf (Strecke außer Betrieb) |                      | Brenne                                                       | Brenne                                                  |
| Strecke mit Straßenbrücke (Strecke außer Betrieb) | ~19,7                | D 905 (ehem. N 5)                                            | D 905 (ehem. N 5)                                       |
| Bahnhof (Strecke außer Betrieb) | 62,6                 | Villeferry-Arnay                                             | Villeferry-Arnay                                        |
| Abzweig ehemals geradeaus und von links |                      | Bahnstrecke Maison-Dieu–Laumes-Alésia v. Maison-Dieu         | Bahnstrecke Maison-Dieu–Laumes-Alésia v. Maison-Dieu    |
| ehemaliger Bahnhof | 70,3 277,8           | Pouillenay                                                   | 255 m                                                   |
| |                      |                                                              |                                                         |
| |                      | Bahnstrecke Maison-Dieu–Laumes-Alésia nach Les Laumes-Alésia |                                                         |

Die Bahnstrecke Épinac–Pouillenay ist eine eingleisige, 70,3 km lange Eisenbahnstrecke in Frankreich. Sie lief von Süden nach Norden und befand sich in den beiden Départements Saône-et-Loire und Côte-d’Or.

## Geschichte
Diese Strecke ist ein Teilstück der Verbindung von Châtillon-sur-Seine nach Montchanin, die im Plan Freycinet mit Nummer 114 genannt wurde. Verwaltet und betrieben wurde die Strecke von der Compagnie des chemins de fer de Paris à Lyon et à la Méditerranée (PLM) in dessen Wirtschaftsraum sie liegt. Von der PLM wurde sie mit Bahnstrecke Pouillenay aux Laumes-Alésia bezeichnet. Les Maumes ist der viereinhalb Kilometer entfernte Endbahnhof der Bahnstrecke Maison-Dieu–Laumes-Alésia an der PLM-Aorta Paris–Marseille.
Auf dem Gebiet der Gemeinde Saint-Pierre-en-Vaux ereignete sich während der Bauarbeiten am 20. April 1890 im Tunnel de Vellerot eine Dynamit-Explosion, der zwei Menschen zum Opfer fielen. Die Ursache blieb ungeklärt. Neben dem Bauleiter, der später im Krankenhaus verstarb, fanden die Rettungskräfte einen weiteren Arbeiter, der nicht mehr gerettet werde konnte. Mehrere weitere Arbeiter wurden verletzt, doch konnten überleben. Wäre die Explosion zwei Tage früher passiert, als der Tunnel noch nicht durchschlagen war, hätte es mehr Menschenleben gekostet, so vermutete die Tageszeitung L’Intransigeant.

## Betrieb

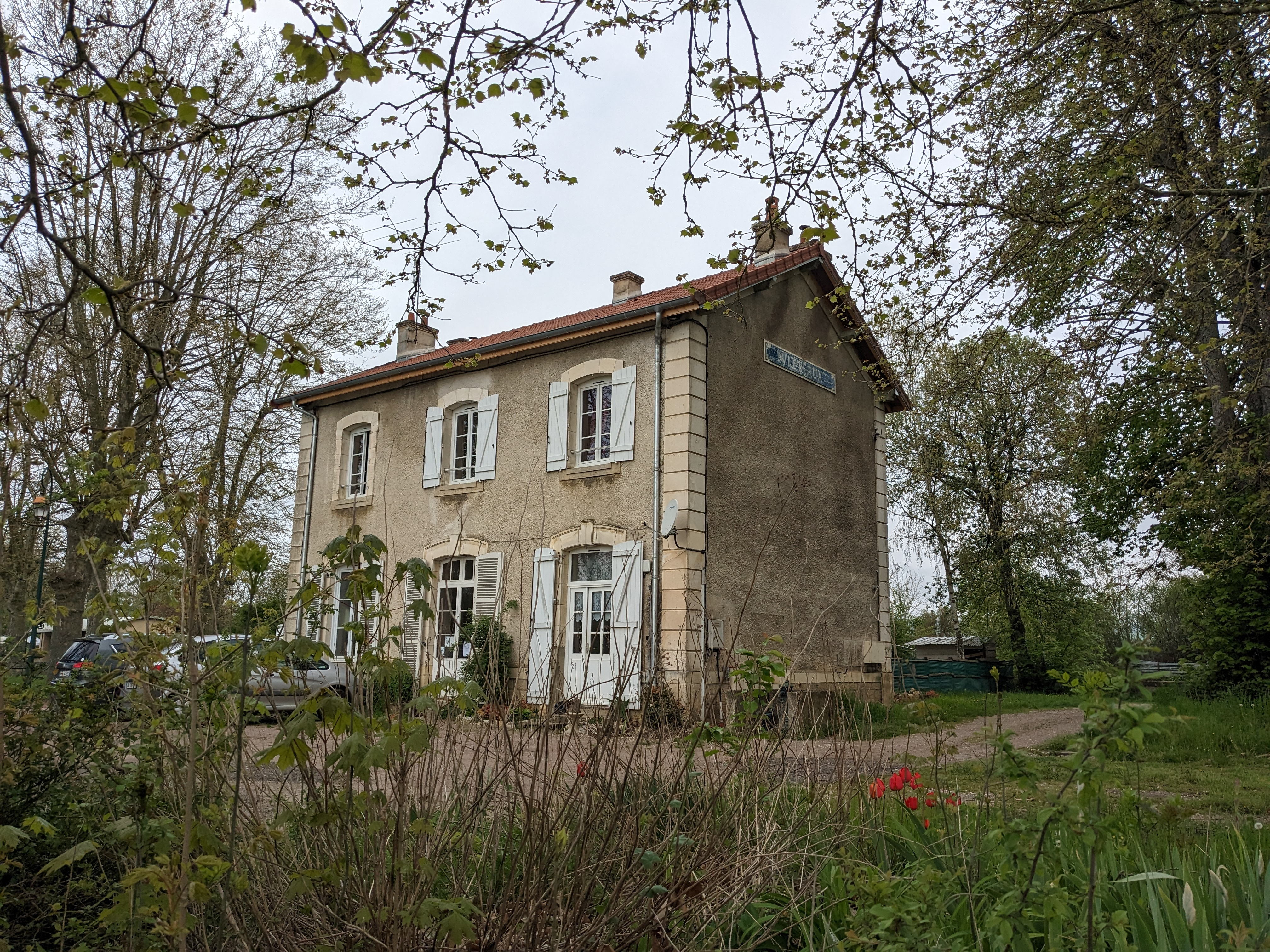
Ehemaliges Bahnhofsgebäude von Vitteaux, 2023

Vor allem im Güterverkehr war die Strecke gut ausgelastet. Stärkster Abgangsbahnhof war Épinac mit seinem Steinkohlenbergbau. Auch im Handel landwirtschaftlicher Güter war sie frequentiert.
Am 20. November 1883 wurde die Konzession erteilt. Die Eröffnung fand acht Jahre später, am 1. Dezember 1891 statt. Infolge der Übernahme durch die SNCF wurde der Personenverkehr zum 6. Februar 1939 geschlossen, kriegsbedingt aber nach der Befreiung von der deutschen Besatzung am 4. Mai 1942 wieder eröffnet, um eine Grundversorgung in dieser Region herzustellen. Das endgültige Aus für den Personenverkehr ereilte die Strecke am 4. Oktober 1953.
Die Schließung des Güterverkehrs fand in zwei Schritten statt: Am 28. Mai 1978 fuhr der letzte Zug auf dem südlichen Teilstück zwischen Épinac-les-Mines und Arnay-le-Duc, am 1. Oktober 1988 zwischen Arnay-le-Duc und Pouillenay. Kurz darauf, am 14. Februar 1992 wurde die Strecke entwidmet.

## Sekundärbahn
An zwei Punkten sollten Sekundärbahnen auf Meterspur-Strecken an diese Strecke anknüpfen, doch nur bei einer fand Betrieb statt und dieser auch nur für einige Jahrzehnte zu Beginn des 20. Jahrhunderts.
Ab 1891 gab es die 41 km lange Strecke von Beaune bis Arnay-le-Duc, die sich bis 1936 halten konnte, 1895 wurde sie um 29 km bis Saulieu verlängert. Diese Verlängerung wurde 1933 wieder geschlossen. Betreiber war die départementale Bahngesellschaft SFDO mit Sitz in Saulieu. Eine weitere Strecke dieser Gesellschaft, die in Pouilly-en-Auxois kreuzen sollte, wurde von Saulieu aus zwar fertig gebaut, aber kriegs- und rezessionsbedingt nie in Betrieb gesetzt und 1928 wieder entfernt. Der Plan war, sie weiter bis Bordes-Pillot – gemeint ist wohl Bordes-Bricard – zu führen.